# Dejan Stanković
Dejan Stanković (in serbo Дејан Станковић?; Belgrado, 11 settembre 1978) è un allenatore di calcio ed ex calciatore serbo (già serbo-montenegrino e jugoslavo), di ruolo centrocampista, tecnico dello Spartak Mosca.
Nel corso della sua carriera ha vestito le maglie di Stella Rossa, Lazio e Inter, vincendo un campionato jugoslavo, tre Coppe di Jugoslavia, sei campionati italiani (uno con la Lazio e cinque con l'Inter), cinque Coppe Italia (una con la Lazio e quattro con l'Inter), sei Supercoppe italiane (due con la Lazio e quattro con l'Inter), una Coppa delle Coppe UEFA, una Supercoppa UEFA, una UEFA Champions League e una Coppa del mondo per club FIFA.
Fino al 2018 è stato primatista di presenze con la nazionale serba (103), prima di essere superato da Branislav Ivanović; per quanto riguarda le competizioni internazionali ha preso parte a tre Mondiali (Francia 1998, Germania 2006, Sudafrica 2010) e ad un Europeo (Belgio-Paesi Bassi 2000).

## Biografia
È figlio di due calciatori: il padre Borislav era un giocatore dell'OFK mentre la madre Dragica dello Sloga. Era sposato con Ana Ačimovič , sorella del calciatore sloveno Milenko Ačimovič, suo compagno di squadra ai tempi della Stella Rossa. La coppia ha avuto tre figli, Stefan (2000), Filip (2002) e Aleksandar (2005), tutti calciatori e che hanno iniziato le proprie carriere nel settore giovanile dell'Inter; Stefan è un mediano, Filip è un portiere ed è stato convocato diverse volte anche in prima squadra prima di essere ceduto in prestito al Volendam nell’estate del 2021 e poi alla Sampdoria nel 2023 mentre Aleksandar ha continuato la trafila nel vivaio nerazzurro come centrocampista prima di essere mandato in prestito al Lucerna nel 2024. A dicembre 2024, Stanković sposò la giornalista slovena Anita Bojanić. Il 19 gennaio 2025 nacque la loro figlia Anđela.

## Caratteristiche tecniche
Centrocampista centrale, ma capace anche di giocare come esterno o trequartista, Stanković era molto abile nel concludere a rete da lontano: a tal proposito si ricordano, tra gli altri, i gol realizzati contro Genoa e Schalke 04, realizzati rispettivamente nel 2009 e nel 2011 con tiri da centrocampo.
Durante il periodo all'Inter gli era stato affibbiato l'appellativo il Drago.

## Carriera

### Giocatore

#### Club

##### Gli inizi, Stella Rossa
Viene lanciato dalla Stella Rossa, dove, dopo aver militato in tutte le formazioni giovanili, gioca con la prima squadra dal 1994 al 1998. Al suo debutto nella stagione 1994-1995, segna anche un gol, contro il Budućnost, diventando ben presto titolare fisso della squadra.
A causa dell'embargo dell'ONU nei confronti della Serbia e Montenegro, la Stella Rossa non gioca nelle competizioni europee, e il debutto di Stanković nelle manifestazioni internazionali, avviene solamente nella stagione 1996-1997 quando segna due gol nel primo turno di Coppa UEFA contro il Kaiserslautern. Nella stagione successiva diventa il capitano della squadra.

##### Lazio

Stanković in azione alla Lazio nella Champions League 1999-2000

Visionato a febbraio nel derby di Belgrado Partizan-Stella Rossa dall'allora osservatore biancoceleste Vincenzo Proietti Farinelli, nell'estate del 1998 Stanković viene portato in Italia dalla Lazio, dove resta per cinque anni e mezzo. Il suo trasferimento costa 24 miliardi di lire. Al suo debutto in Serie A nel settembre 1998, si presenta subito ai tifosi con un gol contro il Piacenza. Nel corso della sua esperienza laziale dimostra di avere una buona confidenza sotto porta e soprattutto si rivela capace di segnare reti notevoli con tiri dalla lunga distanza.
Nella Lazio Stanković colleziona, in totale, 208 presenze e 34 gol. In biancoceleste conquista uno scudetto, una Coppa Italia, due Supercoppe italiane, una Coppa delle Coppe e una Supercoppa UEFA.

##### Inter
Nel gennaio 2004 passa all'Inter per 4 milioni di euro più la compartecipazione del giovane Goran Pandev alla Lazio; il suo acquisto si rivelerà, a posteriori, uno dei migliori trasferimenti concretizzatisi nel mercato di riparazione. Realizza la prima rete, direttamente da calcio d'angolo, nel derby del 21 febbraio, vinto dal Milan in rimonta per 3-2. Dopo il vittorioso ciclo con Roberto Mancini in panchina, nel quale il giocatore ricopre la posizione di trequartista, resta all'Inter anche con l'arrivo di José Mourinho.

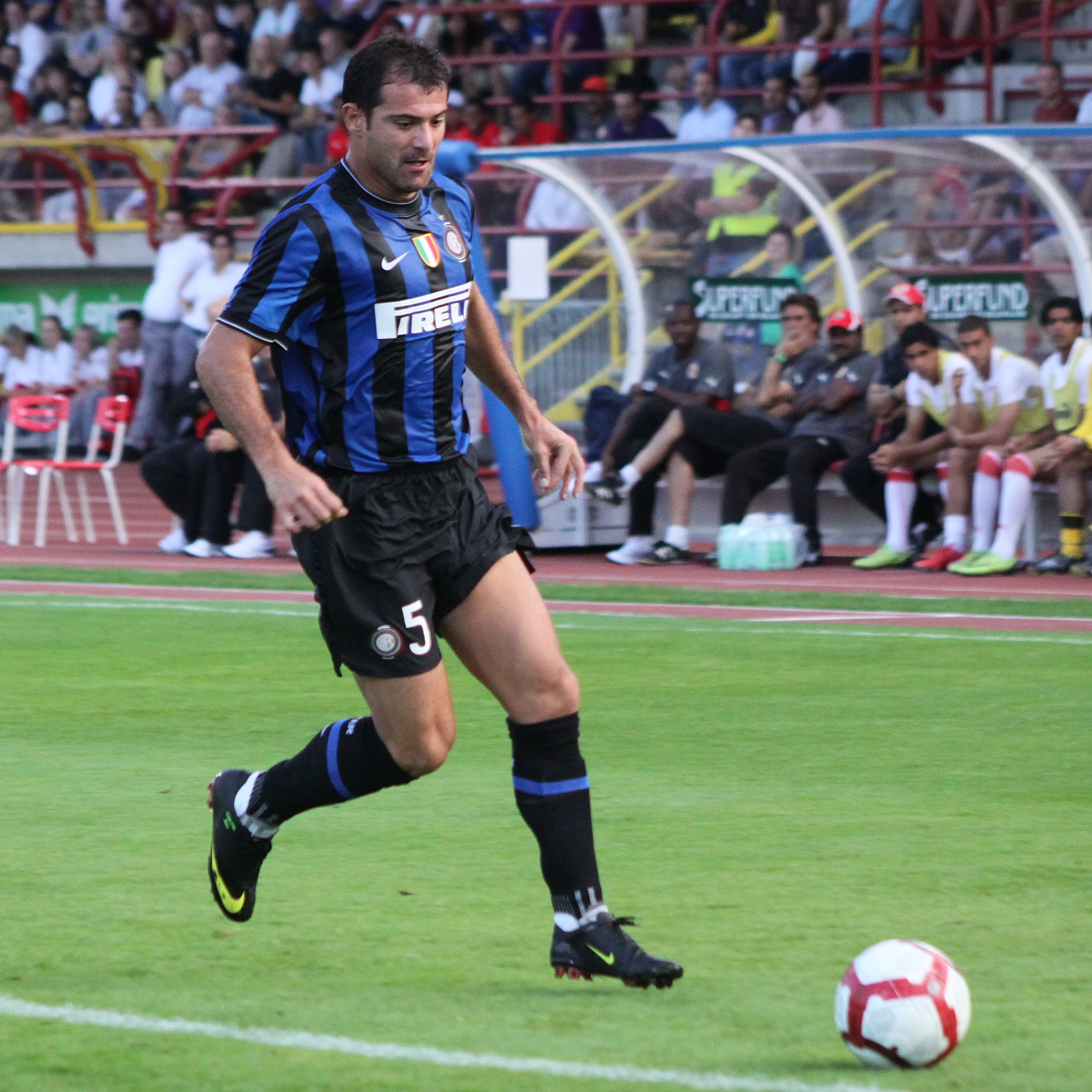
Stanković in azione all'Inter nel precampionato 2009-2010

Il 17 ottobre 2009, in occasione della vittoria per 5-0 sul campo del Genoa, segna con un tiro al volo dalla lunga distanza, approfittando di un rinvio errato di Marco Amelia. Al termine della stagione, conquista il triplete con le vittorie in campionato, Coppa Italia e Champions League. Il 28 novembre 2010, torna a segnare in A dopo oltre un anno marcando la prima tripletta della sua carriera nel 5-2 contro il Parma. Il 15 dicembre successivo realizza un gol nella semifinale della Coppa del mondo per club contro il Seongnam (3-0). Tre giorni più tardi si laurea campione del mondo con l'Inter.
Il 5 aprile 2011 segna nuovamente un gol dalla lunga distanza nell'andata dei quarti di Champions League contro lo Schalke 04 dopo appena 30 secondi dal fischio d'inizio; i nerazzurri però usciranno sconfitti per 2-5. Il 19 aprile contro la Roma decide l’andata della semifinale di coppa Italia con un altro dei suoi tiri ad effetto. Competizione che i nerazzurri vinceranno il 29 maggio superando 3-1 il Palermo. In Catania-Inter del 15 ottobre tocca le 300 presenze in nerazzurro. Nel 2012 subisce due interventi al tendine di Achille.
Disputa l'ultima gara in nerazzurro il 10 marzo 2013, contro il Bologna. Il 6 luglio successivo, annuncia l'addio tramite una lettera pubblicata sul sito della società. Complessivamente con la maglia dell'Inter ha collezionato 326 presenze e 42 reti, vincendo cinque scudetti, quattro Coppe Italia, quattro Supercoppe italiane, una Champions League e una Coppa del mondo per club.

#### Nazionale
Nel corso della sua carriera, Stanković ha militato in tre nazionali diverse a causa della situazione geopolitica che ha interessato il territorio jugoslavo.
Con la Jugoslavia debutta nel 1998 siglando una doppietta decisiva per la vittoria contro la Corea del Sud (3-1). In seguito partecipa al campionato del mondo 1998 e al campionato d'Europa 2000, competizioni nelle quali la squadra raggiunge la fase ad eliminazione diretta, venendo eliminata dai Paesi Bassi in entrambe le occasioni.
Nel 2006 partecipa al campionato del mondo con la Serbia e Montenegro: per lui 3 presenze senza reti ed eliminazione al primo turno.
Nel 2006 è il capitano della Serbia, la nuova nazionale nata a seguito del referendum sull'indipendenza del Montenegro del 2006. Con la partecipazione al campionato del mondo 2010 in Sudafrica, Stanković diviene il primo giocatore della storia ad aver partecipato a tre fasi finali di un campionato mondiale con la maglia di tre nazionali diverse: Jugoslavia, Serbia e Montenegro, Serbia.
Il 6 settembre 2011 in Serbia-Fær Øer 3-1 tocca quota 100 presenze in nazionale. L'11 ottobre seguente la Serbia, perdendo contro la Slovenia per 0-1, si piazza al terzo posto nel Girone C delle qualificazioni al campionato d'Europa 2012, mancando l'accesso alla fase finale della manifestazione.
Nell'ottobre 2011 Stanković manifesta l'intenzione di ritirarsi dalla nazionale. Due anni dopo, l'11 ottobre 2013, disputa l'ultima gara con la selezione serba, l'amichevole di Novi Sad contro il Giappone: con i dieci minuti disputati in questa sfida diviene il calciatore ad aver vestito più volte (103) la maglia serba, superando Savo Milošević; il record verrà battuto nel 2018 da Branislav Ivanović.

### Allenatore

#### Gli inizi
Dopo aver chiuso con il calcio giocato, intraprende la carriera di allenatore. Il 4 giugno 2014 entra nello staff tecnico dell'Udinese come vice di Andrea Stramaccioni, che lo aveva allenato nella fase finale della sua carriera come giocatore a Milano.
Terminato questo incarico, ha due brevi esperienze dirigenziali: il 19 giugno 2015 torna all'Inter con il ruolo di club manager, ritrovando Roberto Mancini, ma già il 30 giugno 2016 lascia l'incarico. Il 6 marzo 2017 viene nominato consulente di Aleksander Čeferin, presidente dell'UEFA.

#### Stella Rossa

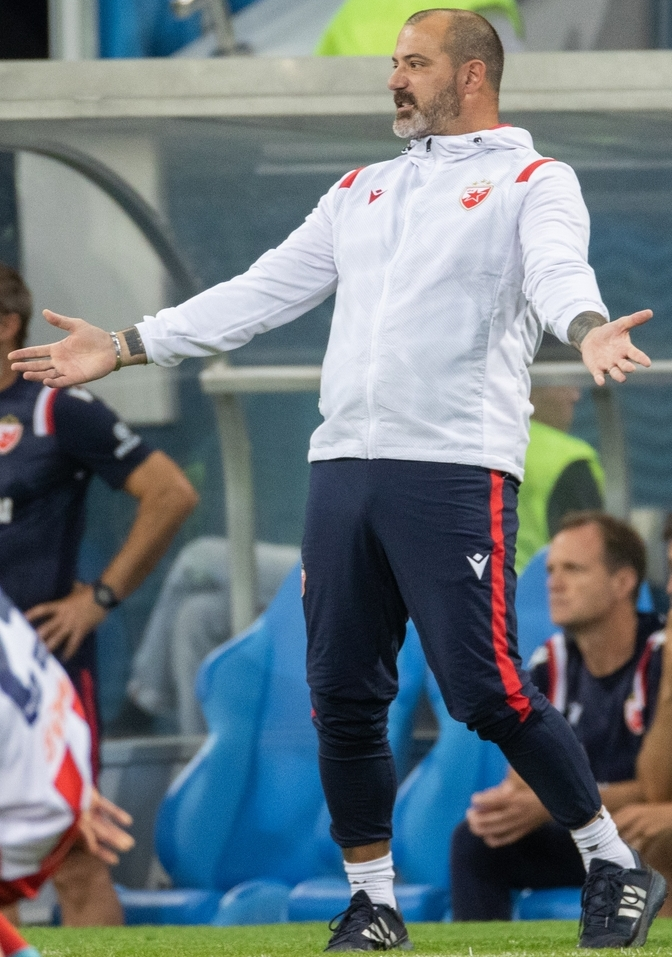
Stanković sulla panchina della Stella Rossa nel 2022

Il 28 novembre 2019 entra a far parte dello staff tecnico del settore giovanile dell'Inter, ma il 21 dicembre successivo lascia l'incarico per essere ufficializzato come nuovo tecnico della Stella Rossa, in sostituzione di Vladan Milojević.
Guida la squadra alla vittoria del titolo con tre giornate di anticipo rispetto alla fine del campionato. Il 16 settembre 2020 viene eliminato al terzo turno preliminare di Champions League ai rigori per mano dell'Omonia; viene poi eliminato anche dall'Europa League ai sedicesimi per mano del Milan. In questa stagione si ripete, vincendo il titolo nazionale con quattro giornate di anticipo, oltre alla Coppa di Serbia, quest'ultima vinta battendo ai rigori i rivali del Partizan. Inizia la stagione 2021-2022 venendo eliminato di nuovo al terzo turno di Champions League, questa volta per mano dello Sheriff. Arriva invece primo nel girone di Europa League venendo poi eliminato dai Rangers agli ottavi. Vince poi il suo terzo campionato serbo e la sua seconda Coppa di Serbia battendo ancora il Partizan. Il 26 agosto 2022 si dimette dopo aver mancato per la terza volta la qualificazione alla Champions non essendo riuscito a superare ai preliminari il Maccabi Haifa.

#### Sampdoria
Il 6 ottobre 2022, dopo l'esonero di Marco Giampaolo, viene ingaggiato dalla Sampdoria, in quel momento ultima in classifica con 2 punti dopo 8 partite. Dopo un pareggio e una sconfitta in campionato e dopo aver superato il turno di Coppa Italia eliminando l'Ascoli ai rigori, il 24 ottobre arriva la prima vittoria in campionato battendo la Cremonese in trasferta per 0-1. L'arrivo di Stanković tuttavia non risolleva il club genovese, che retrocede in Serie B con 4 giornate d'anticipo e termina il campionato all'ultimo posto. L'allenatore serbo in 30 partite ha messo insieme 17 punti, frutto di 3 vittorie, 8 pareggi e 19 sconfitte; al suo posto sulla panchina blucerchiata viene ingaggiato Andrea Pirlo.

#### Ferencváros e Spartak Mosca
Il 5 settembre 2023 firma un contratto valido fino alla fine della stagione con il Ferencváros, campione d'Ungheria in carica, in sostituzione di Csaba Máté, che a sua volta aveva assunto l'incarico ad interim dopo l'esonero di Stanislav Čerčesov. Con la squadra ungherese arriva alla vittoria del campionato.
Il 16 maggio 2024 firma un contratto per due stagioni con lo Spartak Mosca.

## Statistiche
Tra club e nazionale maggiore, Stanković ha giocato globalmente 750 partite, mettendo a segno 132 reti.

### Presenze e reti nei club
| Stagione            | Squadra             | Campionato          | Campionato | Campionato | Coppe nazionali | Coppe nazionali | Coppe nazionali | Coppe continentali | Coppe continentali | Coppe continentali | Altre coppe | Altre coppe | Altre coppe | Totale | Totale |
| Stagione            | Squadra             | Comp                | Pres       | Reti       | Comp            | Pres            | Reti            | Comp               | Pres               | Reti               | Comp        | Pres        | Reti        | Pres   | Reti   |
| ------------------- | ------------------- | ------------------- | ---------- | ---------- | --------------- | --------------- | --------------- | ------------------ | ------------------ | ------------------ | ----------- | ----------- | ----------- | ------ | ------ |
| 1994-1995           | Stella Rossa        | SS                  | 7          | 1          | CJ              | 0               | 0               | -                  | -                  | -                  | -           | -           | -           | 7      | 1      |
| 1995-1996           | Stella Rossa        | SS                  | 24         | 4          | CJ              | 4               | 1               | CU                 | 2                  | 0                  | -           | -           | -           | 30     | 5      |
| 1996-1997           | Stella Rossa        | SS                  | 26         | 10         | CJ              | 6               | 1               | CdC                | 5                  | 2                  | -           | -           | -           | 37     | 13     |
| 1997-1998           | Stella Rossa        | SS                  | 28         | 15         | CJ              | 7               | 3               | CdC                | 4                  | 3                  | -           | -           | -           | 39     | 21     |
| Totale Stella Rossa | Totale Stella Rossa | Totale Stella Rossa | 85         | 30         |                 | 17              | 5               |                    | 11                 | 5                  |             | -           | -           | 113    | 40     |
| 1998-1999           | Lazio               | A                   | 29         | 4          | CI              | 5               | 1               | CdC                | 7                  | 4                  | SI          | 1           | 0           | 42     | 9      |
| 1999-2000           | Lazio               | A                   | 16         | 3          | CI              | 4               | 0               | UCL                | 11                 | 2                  | SU          | 1           | 0           | 32     | 5      |
| 2000-2001           | Lazio               | A                   | 21         | 0          | CI              | 2               | 1               | UCL                | 9                  | 0                  | SI          | 1           | 1           | 33     | 2      |
| 2001-2002           | Lazio               | A                   | 27         | 7          | CI              | 4               | 0               | UCL                | 5                  | 1                  | -           | -           | -           | 36     | 8      |
| 2002-2003           | Lazio               | A                   | 29         | 6          | CI              | 2               | 0               | CU                 | 7                  | 0                  | -           | -           | -           | 38     | 6      |
| 2003-gen. 2004      | Lazio               | A                   | 15         | 2          | CI              | 4               | 2               | UCL                | 8                  | 0                  | -           | -           | -           | 27     | 4      |
| Totale Lazio        | Totale Lazio        | Totale Lazio        | 137        | 22         |                 | 21              | 4               |                    | 47                 | 7                  |             | 3           | 1           | 208    | 34     |
| gen.-giu. 2004      | Inter               | A                   | 14         | 4          | CI              | 2               | 0               | CU                 | -                  | -                  | -           | -           | -           | 16     | 4      |
| 2004-2005           | Inter               | A                   | 31         | 3          | CI              | 6               | 0               | UCL                | 10                 | 3                  | -           | -           | -           | 47     | 6      |
| 2005-2006           | Inter               | A                   | 23         | 2          | CI              | 6               | 2               | UCL                | 8                  | 2                  | SI          | 1           | 0           | 38     | 6      |
| 2006-2007           | Inter               | A                   | 34         | 6          | CI              | 3               | 0               | UCL                | 7                  | 0                  | SI          | 1           | 0           | 45     | 6      |
| 2007-2008           | Inter               | A                   | 21         | 1          | CI              | 3               | 0               | UCL                | 6                  | 0                  | SI          | 1           | 0           | 31     | 1      |
| 2008-2009           | Inter               | A                   | 31         | 5          | CI              | 1               | 0               | UCL                | 5                  | 0                  | SI          | 1           | 0           | 38     | 5      |
| 2009-2010           | Inter               | A                   | 29         | 3          | CI              | 1               | 0               | UCL                | 12                 | 2                  | SI          | 1           | 0           | 43     | 5      |
| 2010-2011           | Inter               | A                   | 26         | 5          | CI              | 3               | 1               | UCL                | 7                  | 2                  | SI+SU+Cmc   | 1+1+2       | 0+0+1       | 40     | 9      |
| 2011-2012           | Inter               | A                   | 19         | 0          | CI              | 0               | 0               | UCL                | 5                  | 0                  | SI          | 1           | 0           | 25     | 0      |
| 2012-2013           | Inter               | A                   | 3          | 0          | CI              | 0               | 0               | UEL                | 0                  | 0                  | -           | -           | -           | 3      | 0      |
| Totale Inter        | Totale Inter        | Totale Inter        | 231        | 29         |                 | 25              | 3               |                    | 60                 | 9                  |             | 10          | 1           | 326    | 42     |
| Totale carriera     | Totale carriera     | Totale carriera     | 453        | 81         |                 | 63              | 12              |                    | 118                | 21                 |             | 13          | 2           | 647    | 116    |

### Cronologia presenze e reti in nazionale
| Cronologia completa delle presenze e delle reti in nazionale ― Jugoslavia | Cronologia completa delle presenze e delle reti in nazionale ― Jugoslavia | Cronologia completa delle presenze e delle reti in nazionale ― Jugoslavia | Cronologia completa delle presenze e delle reti in nazionale ― Jugoslavia | Cronologia completa delle presenze e delle reti in nazionale ― Jugoslavia | Cronologia completa delle presenze e delle reti in nazionale ― Jugoslavia | Cronologia completa delle presenze e delle reti in nazionale ― Jugoslavia | Cronologia completa delle presenze e delle reti in nazionale ― Jugoslavia |
| Data                                                                      | Città                                                                     | In casa                                                                   | Risultato                                                                 | Ospiti                                                                    | Competizione                                                              | Reti                                                                      | Note                                                                      |
| ------------------------------------------------------------------------- | ------------------------------------------------------------------------- | ------------------------------------------------------------------------- | ------------------------------------------------------------------------- | ------------------------------------------------------------------------- | ------------------------------------------------------------------------- | ------------------------------------------------------------------------- | ------------------------------------------------------------------------- |
| 22-4-1998                                                                 | Belgrado                                                                  | Jugoslavia                                                                | 3 – 1                                                                     | Corea del Sud                                                             | Amichevole                                                                | 2                                                                         | 68’                                                                       |
| 29-5-1998                                                                 | Belgrado                                                                  | Jugoslavia                                                                | 3 – 0                                                                     | Nigeria                                                                   | Amichevole                                                                | -                                                                         | 46’                                                                       |
| 3-6-1998                                                                  | Losanna                                                                   | Jugoslavia                                                                | 1 – 0                                                                     | Giappone                                                                  | Amichevole                                                                | -                                                                         | 46’                                                                       |
| 6-6-1998                                                                  | Basilea                                                                   | Svizzera                                                                  | 1 – 1                                                                     | Jugoslavia                                                                | Amichevole                                                                | -                                                                         | 77’                                                                       |
| 14-6-1998                                                                 | Saint-Étienne                                                             | Jugoslavia                                                                | 1 – 0                                                                     | Iran                                                                      | Mondiali 1998 - 1º turno                                                  | -                                                                         | 50’                                                                       |
| 21-6-1998                                                                 | Lens                                                                      | Germania                                                                  | 2 – 2                                                                     | Jugoslavia                                                                | Mondiali 1998 - 1º turno                                                  | -                                                                         | 67’                                                                       |
| 25-6-1998                                                                 | Nantes                                                                    | Stati Uniti                                                               | 0 – 1                                                                     | Jugoslavia                                                                | Mondiali 1998 - 1º turno                                                  | -                                                                         | 41’ 54’                                                                   |
| 2-9-1998                                                                  | Niš                                                                       | Jugoslavia                                                                | 1 – 1                                                                     | Svizzera                                                                  | Amichevole                                                                | 1                                                                         |                                                                           |
| 18-11-1998                                                                | Belgrado                                                                  | Jugoslavia                                                                | 1 – 0                                                                     | Irlanda                                                                   | Qual. Euro 2000                                                           | -                                                                         |                                                                           |
| 23-12-1998                                                                | Tel Aviv                                                                  | Israele                                                                   | 2 – 0                                                                     | Jugoslavia                                                                | Amichevole                                                                | -                                                                         | 76’                                                                       |
| 10-2-1999                                                                 | Ta' Qali                                                                  | Malta                                                                     | 0 – 3                                                                     | Jugoslavia                                                                | Qual. Euro 2000                                                           | -                                                                         | 87’                                                                       |
| 8-6-1999                                                                  | Salonicco                                                                 | Jugoslavia                                                                | 4 – 1                                                                     | Malta                                                                     | Qual. Euro 2000                                                           | -                                                                         | 64’                                                                       |
| 18-8-1999                                                                 | Belgrado                                                                  | Jugoslavia                                                                | 0 – 0                                                                     | Croazia                                                                   | Qual. Euro 2000                                                           | -                                                                         |                                                                           |
| 1-9-1999                                                                  | Dublino                                                                   | Irlanda                                                                   | 2 – 1                                                                     | Jugoslavia                                                                | Qual. Euro 2000                                                           | 1                                                                         |                                                                           |
| 5-9-1999                                                                  | Belgrado                                                                  | Jugoslavia                                                                | 3 – 1                                                                     | Macedonia                                                                 | Qual. Euro 2000                                                           | -                                                                         | 74’                                                                       |
| 8-9-1999                                                                  | Skopje                                                                    | Macedonia                                                                 | 2 – 4                                                                     | Jugoslavia                                                                | Qual. Euro 2000                                                           | 1                                                                         |                                                                           |
| 9-10-1999                                                                 | Zagabria                                                                  | Croazia                                                                   | 2 – 2                                                                     | Jugoslavia                                                                | Qual. Euro 2000                                                           | 1                                                                         |                                                                           |
| 25-5-2000                                                                 | Pechino                                                                   | Cina                                                                      | 0 – 2                                                                     | Jugoslavia                                                                | Amichevole                                                                | -                                                                         | 46’                                                                       |
| 28-5-2000                                                                 | Seul                                                                      | Corea del Sud                                                             | 0 – 0                                                                     | Jugoslavia                                                                | Amichevole                                                                | -                                                                         | 18’ 75’                                                                   |
| 30-5-2000                                                                 | Seongnam                                                                  | Corea del Sud                                                             | 0 – 0                                                                     | Jugoslavia                                                                | Amichevole                                                                | -                                                                         | 46’                                                                       |
| 13-6-2000                                                                 | Charleroi                                                                 | Jugoslavia                                                                | 3 – 3                                                                     | Slovenia                                                                  | Euro 2000 - 1º turno                                                      | -                                                                         | 36’                                                                       |
| 25-6-2000                                                                 | Rotterdam                                                                 | Paesi Bassi                                                               | 6 – 1                                                                     | Jugoslavia                                                                | Euro 2000 - Quarti di finale                                              | -                                                                         | 52’                                                                       |
| 16-8-2000                                                                 | Belfast                                                                   | Irlanda del Nord                                                          | 1 – 2                                                                     | Jugoslavia                                                                | Amichevole                                                                | -                                                                         |                                                                           |
| 3-9-2000                                                                  | Lussemburgo                                                               | Lussemburgo                                                               | 0 – 2                                                                     | Jugoslavia                                                                | Qual. Mondiali 2002                                                       | -                                                                         | 73’                                                                       |
| 15-11-2000                                                                | Bucarest                                                                  | Romania                                                                   | 2 – 1                                                                     | Jugoslavia                                                                | Amichevole                                                                | -                                                                         | 50’                                                                       |
| 24-3-2001                                                                 | Belgrado                                                                  | Jugoslavia                                                                | 1 – 1                                                                     | Svizzera                                                                  | Qual. Mondiali 2002                                                       | -                                                                         | 57’                                                                       |
| 25-4-2001                                                                 | Belgrado                                                                  | Jugoslavia                                                                | 0 – 1                                                                     | Russia                                                                    | Qual. Mondiali 2002                                                       | -                                                                         | 72’                                                                       |
| 6-6-2001                                                                  | Toftir                                                                    | Fær Øer                                                                   | 0 – 6                                                                     | Jugoslavia                                                                | Qual. Mondiali 2002                                                       | 2                                                                         | 70’                                                                       |
| 1-9-2001                                                                  | Basilea                                                                   | Svizzera                                                                  | 1 – 2                                                                     | Jugoslavia                                                                | Qual. Mondiali 2002                                                       | -                                                                         | 80’                                                                       |
| 5-9-2001                                                                  | Belgrado                                                                  | Jugoslavia                                                                | 1 – 1                                                                     | Slovenia                                                                  | Qual. Mondiali 2002                                                       | -                                                                         | 74’                                                                       |
| 6-10-2001                                                                 | Belgrado                                                                  | Jugoslavia                                                                | 6 – 2                                                                     | Lussemburgo                                                               | Qual. Mondiali 2002                                                       | -                                                                         |                                                                           |
| 13-2-2002                                                                 | Phoenix                                                                   | Jugoslavia                                                                | 2 – 1                                                                     | Messico                                                                   | Amichevole                                                                | -                                                                         | 80’                                                                       |
| 8-5-2002                                                                  | East Rutherford                                                           | Ecuador                                                                   | 1 – 0                                                                     | Jugoslavia                                                                | Amichevole                                                                | -                                                                         | 41’                                                                       |
| 19-5-2002                                                                 | Mosca                                                                     | Russia                                                                    | 1 – 1 dts (5 – 6 dtr)                                                     | Jugoslavia                                                                | LG Cup 2002 (Russia) - Finale 3º posto                                    | -                                                                         | 73’                                                                       |
| 21-8-2002                                                                 | Sarajevo                                                                  | Bosnia ed Erzegovina                                                      | 0 – 2                                                                     | Jugoslavia                                                                | Amichevole                                                                | -                                                                         | 68’                                                                       |
| 6-9-2002                                                                  | Praga                                                                     | Rep. Ceca                                                                 | 5 – 0                                                                     | Jugoslavia                                                                | Amichevole                                                                | -                                                                         | 46’                                                                       |
| 12-10-2002                                                                | Napoli                                                                    | Italia                                                                    | 1 – 1                                                                     | Jugoslavia                                                                | Qual. Euro 2004                                                           | -                                                                         |                                                                           |
| 16-10-2002                                                                | Belgrado                                                                  | Jugoslavia                                                                | 2 – 0                                                                     | Finlandia                                                                 | Qual. Euro 2004                                                           | -                                                                         | 8’                                                                        |
| 20-11-2002                                                                | Saint-Denis                                                               | Francia                                                                   | 3 – 0                                                                     | Jugoslavia                                                                | Amichevole                                                                | -                                                                         | 71’                                                                       |
| Totale                                                                    |                                                                           | Presenze                                                                  | 39                                                                        |                                                                           | Reti                                                                      | 9                                                                         |                                                                           |

| Cronologia completa delle presenze e delle reti in nazionale ― Serbia e Montenegro | Cronologia completa delle presenze e delle reti in nazionale ― Serbia e Montenegro | Cronologia completa delle presenze e delle reti in nazionale ― Serbia e Montenegro | Cronologia completa delle presenze e delle reti in nazionale ― Serbia e Montenegro | Cronologia completa delle presenze e delle reti in nazionale ― Serbia e Montenegro | Cronologia completa delle presenze e delle reti in nazionale ― Serbia e Montenegro | Cronologia completa delle presenze e delle reti in nazionale ― Serbia e Montenegro | Cronologia completa delle presenze e delle reti in nazionale ― Serbia e Montenegro |
| Data                                                                               | Città                                                                              | In casa                                                                            | Risultato                                                                          | Ospiti                                                                             | Competizione                                                                       | Reti                                                                               | Note                                                                               |
| ---------------------------------------------------------------------------------- | ---------------------------------------------------------------------------------- | ---------------------------------------------------------------------------------- | ---------------------------------------------------------------------------------- | ---------------------------------------------------------------------------------- | ---------------------------------------------------------------------------------- | ---------------------------------------------------------------------------------- | ---------------------------------------------------------------------------------- |
| 12-2-2003                                                                          | Podgorica                                                                          | Serbia e Montenegro                                                                | 2 – 2                                                                              | Azerbaigian                                                                        | Qual. Euro 2004                                                                    | -                                                                                  |                                                                                    |
| 27-3-2003                                                                          | Kruševac                                                                           | Serbia e Montenegro                                                                | 1 – 2                                                                              | Bulgaria                                                                           | Amichevole                                                                         | -                                                                                  | 81’                                                                                |
| 20-8-2003                                                                          | Belgrado                                                                           | Serbia e Montenegro                                                                | 1 – 0                                                                              | Galles                                                                             | Qual. Euro 2004                                                                    | -                                                                                  | 19’ 80’                                                                            |
| 16-11-2003                                                                         | Płock                                                                              | Polonia                                                                            | 4 – 3                                                                              | Serbia e Montenegro                                                                | Amichevole                                                                         | 1                                                                                  | 34’ 86’                                                                            |
| 31-3-2004                                                                          | Belgrado                                                                           | Serbia e Montenegro                                                                | 0 – 1                                                                              | Norvegia                                                                           | Amichevole                                                                         | -                                                                                  | 20’ 72’                                                                            |
| 18-8-2004                                                                          | Lubiana                                                                            | Slovenia                                                                           | 1 – 1                                                                              | Serbia e Montenegro                                                                | Amichevole                                                                         | -                                                                                  | 71’                                                                                |
| 4-9-2004                                                                           | Serravalle                                                                         | San Marino                                                                         | 0 – 3                                                                              | Serbia e Montenegro                                                                | Qual. Mondiali 2006                                                                | -                                                                                  |                                                                                    |
| 9-10-2004                                                                          | Sarajevo                                                                           | Bosnia ed Erzegovina                                                               | 0 – 0                                                                              | Serbia e Montenegro                                                                | Qual. Mondiali 2006                                                                | -                                                                                  |                                                                                    |
| 13-10-2004                                                                         | Belgrado                                                                           | Serbia e Montenegro                                                                | 5 – 0                                                                              | San Marino                                                                         | Qual. Mondiali 2006                                                                | 2                                                                                  |                                                                                    |
| 17-11-2004                                                                         | Bruxelles                                                                          | Belgio                                                                             | 0 – 2                                                                              | Serbia e Montenegro                                                                | Qual. Mondiali 2006                                                                | -                                                                                  |                                                                                    |
| 9-2-2005                                                                           | Sofia                                                                              | Bulgaria                                                                           | 0 – 0                                                                              | Serbia e Montenegro                                                                | Amichevole                                                                         | -                                                                                  | cap. 46’                                                                           |
| 30-3-2005                                                                          | Belgrado                                                                           | Serbia e Montenegro                                                                | 0 – 0                                                                              | Spagna                                                                             | Qual. Mondiali 2006                                                                | -                                                                                  |                                                                                    |
| 4-6-2005                                                                           | Belgrado                                                                           | Serbia e Montenegro                                                                | 0 – 0                                                                              | Belgio                                                                             | Qual. Mondiali 2006                                                                | -                                                                                  | cap. 84’                                                                           |
| 15-8-2005                                                                          | Kiev                                                                               | Polonia                                                                            | 3 – 2                                                                              | Serbia e Montenegro                                                                | Amichevole                                                                         | -                                                                                  | cap. 81’                                                                           |
| 3-9-2005                                                                           | Belgrado                                                                           | Serbia e Montenegro                                                                | 2 – 0                                                                              | Lituania                                                                           | Qual. Mondiali 2006                                                                | -                                                                                  |                                                                                    |
| 7-9-2005                                                                           | Madrid                                                                             | Spagna                                                                             | 1 – 1                                                                              | Serbia e Montenegro                                                                | Qual. Mondiali 2006                                                                | -                                                                                  | cap.                                                                               |
| 8-10-2005                                                                          | Vilnius                                                                            | Lituania                                                                           | 0 – 2                                                                              | Serbia e Montenegro                                                                | Qual. Mondiali 2006                                                                | -                                                                                  | cap. 10’                                                                           |
| 1-3-2006                                                                           | Tunisi                                                                             | Tunisia                                                                            | 0 – 1                                                                              | Serbia e Montenegro                                                                | Amichevole                                                                         | -                                                                                  |                                                                                    |
| 27-5-2006                                                                          | Belgrado                                                                           | Serbia e Montenegro                                                                | 1 – 1                                                                              | Uruguay                                                                            | Amichevole                                                                         | 1                                                                                  | 79’                                                                                |
| 11-6-2006                                                                          | Lipsia                                                                             | Serbia e Montenegro                                                                | 0 – 1                                                                              | Paesi Bassi                                                                        | Mondiali 2006 - 1º turno                                                           | -                                                                                  | 34’                                                                                |
| 16-6-2006                                                                          | Gelsenkirchen                                                                      | Argentina                                                                          | 6 – 0                                                                              | Serbia e Montenegro                                                                | Mondiali 2006 - 1º turno                                                           | -                                                                                  |                                                                                    |
| 21-6-2006                                                                          | Monaco di Baviera                                                                  | Costa d'Avorio                                                                     | 3 – 2                                                                              | Serbia e Montenegro                                                                | Mondiali 2006 - 1º turno                                                           | -                                                                                  | cap.                                                                               |
| Totale                                                                             |                                                                                    | Presenze                                                                           | 22                                                                                 |                                                                                    | Reti                                                                               | 4                                                                                  |                                                                                    |

| Cronologia completa delle presenze e delle reti in nazionale ― Serbia | Cronologia completa delle presenze e delle reti in nazionale ― Serbia | Cronologia completa delle presenze e delle reti in nazionale ― Serbia | Cronologia completa delle presenze e delle reti in nazionale ― Serbia | Cronologia completa delle presenze e delle reti in nazionale ― Serbia | Cronologia completa delle presenze e delle reti in nazionale ― Serbia | Cronologia completa delle presenze e delle reti in nazionale ― Serbia | Cronologia completa delle presenze e delle reti in nazionale ― Serbia |
| Data                                                                  | Città                                                                 | In casa                                                               | Risultato                                                             | Ospiti                                                                | Competizione                                                          | Reti                                                                  | Note                                                                  |
| --------------------------------------------------------------------- | --------------------------------------------------------------------- | --------------------------------------------------------------------- | --------------------------------------------------------------------- | --------------------------------------------------------------------- | --------------------------------------------------------------------- | --------------------------------------------------------------------- | --------------------------------------------------------------------- |
| 16-8-2006                                                             | Uherské Hradiště                                                      | Rep. Ceca                                                             | 1 – 3                                                                 | Serbia                                                                | Amichevole                                                            | -                                                                     | cap. 62’                                                              |
| 2-9-2006                                                              | Belgrado                                                              | Serbia                                                                | 1 – 0                                                                 | Azerbaigian                                                           | Qual. Euro 2008                                                       | -                                                                     | cap.                                                                  |
| 6-9-2006                                                              | Varsavia                                                              | Polonia                                                               | 1 – 1                                                                 | Serbia                                                                | Qual. Euro 2008                                                       | -                                                                     | cap. 42’                                                              |
| 7-10-2006                                                             | Belgrado                                                              | Serbia                                                                | 1 – 0                                                                 | Belgio                                                                | Qual. Euro 2008                                                       | -                                                                     | cap.                                                                  |
| 11-10-2006                                                            | Belgrado                                                              | Serbia                                                                | 3 – 0                                                                 | Armenia                                                               | Qual. Euro 2008                                                       | 1                                                                     | cap. 47’                                                              |
| 15-11-2006                                                            | Belgrado                                                              | Serbia                                                                | 1 – 1                                                                 | Norvegia                                                              | Amichevole                                                            | -                                                                     | cap. 46’                                                              |
| 28-3-2007                                                             | Belgrado                                                              | Serbia                                                                | 1 – 1                                                                 | Portogallo                                                            | Qual. Euro 2008                                                       | -                                                                     | cap. 7’ 78’                                                           |
| 2-6-2007                                                              | Helsinki                                                              | Finlandia                                                             | 0 – 2                                                                 | Serbia                                                                | Qual. Euro 2008                                                       | -                                                                     | cap. 77’                                                              |
| 8-9-2007                                                              | Belgrado                                                              | Serbia                                                                | 0 – 0                                                                 | Finlandia                                                             | Qual. Euro 2008                                                       | -                                                                     | cap.                                                                  |
| 12-9-2007                                                             | Lisbona                                                               | Portogallo                                                            | 1 – 1                                                                 | Serbia                                                                | Qual. Euro 2008                                                       | -                                                                     | cap.                                                                  |
| 13-10-2007                                                            | Erevan                                                                | Armenia                                                               | 0 – 0                                                                 | Serbia                                                                | Qual. Euro 2008                                                       | -                                                                     | cap. 51’                                                              |
| 26-3-2008                                                             | Kiev                                                                  | Ucraina                                                               | 2 – 0                                                                 | Serbia                                                                | Amichevole                                                            | -                                                                     | cap. 35’ 73’                                                          |
| 6-9-2008                                                              | Belgrado                                                              | Serbia                                                                | 2 – 0                                                                 | Fær Øer                                                               | Qual. Mondiali 2010                                                   | -                                                                     | cap.                                                                  |
| 10-9-2008                                                             | Saint-Denis                                                           | Francia                                                               | 2 – 1                                                                 | Serbia                                                                | Qual. Mondiali 2010                                                   | -                                                                     | cap. 4’                                                               |
| 11-10-2008                                                            | Belgrado                                                              | Serbia                                                                | 3 – 0                                                                 | Lituania                                                              | Qual. Mondiali 2010                                                   | -                                                                     | cap. 43’                                                              |
| 15-10-2008                                                            | Vienna                                                                | Austria                                                               | 1 – 3                                                                 | Serbia                                                                | Qual. Mondiali 2010                                                   | -                                                                     | cap. 76’                                                              |
| 19-11-2008                                                            | Belgrado                                                              | Serbia                                                                | 6 – 1                                                                 | Bulgaria                                                              | Amichevole                                                            | -                                                                     | 46’                                                                   |
| 10-2-2009                                                             | Nicosia                                                               | Cipro                                                                 | 0 – 2                                                                 | Serbia                                                                | Torneo di Cipro 2009 - Semifinale                                     | -                                                                     | cap. 46’                                                              |
| 11-2-2009                                                             | Nicosia                                                               | Ucraina                                                               | 1 – 0                                                                 | Serbia                                                                | Torneo di Cipro 2009 - Finale                                         | -                                                                     | cap. 65’                                                              |
| 28-3-2009                                                             | Costanza                                                              | Romania                                                               | 2 – 3                                                                 | Serbia                                                                | Qual. Mondiali 2010                                                   | -                                                                     | cap.                                                                  |
| 1-4-2009                                                              | Belgrado                                                              | Serbia                                                                | 2 – 0                                                                 | Svezia                                                                | Amichevole                                                            | -                                                                     | cap.                                                                  |
| 6-6-2009                                                              | Belgrado                                                              | Serbia                                                                | 1 – 0                                                                 | Austria                                                               | Qual. Mondiali 2010                                                   | -                                                                     | cap. 82’                                                              |
| 9-9-2009                                                              | Belgrado                                                              | Serbia                                                                | 1 – 1                                                                 | Francia                                                               | Qual. Mondiali 2010                                                   | -                                                                     | cap. 49’                                                              |
| 10-10-2009                                                            | Belgrado                                                              | Serbia                                                                | 5 – 0                                                                 | Romania                                                               | Qual. Mondiali 2010                                                   | -                                                                     | cap. 88’                                                              |
| 3-3-2010                                                              | Algeri                                                                | Algeria                                                               | 0 – 3                                                                 | Serbia                                                                | Amichevole                                                            | -                                                                     | cap. 46’                                                              |
| 2-6-2010                                                              | Kufstein                                                              | Polonia                                                               | 0 – 0                                                                 | Serbia                                                                | Amichevole                                                            | -                                                                     | cap. 46’                                                              |
| 5-6-2010                                                              | Belgrado                                                              | Serbia                                                                | 4 – 3                                                                 | Camerun                                                               | Amichevole                                                            | 1                                                                     | cap.                                                                  |
| 13-6-2010                                                             | Pretoria                                                              | Serbia                                                                | 0 – 1                                                                 | Ghana                                                                 | Mondiali 2010 - 1º turno                                              | -                                                                     | cap.                                                                  |
| 18-6-2010                                                             | Port Elizabeth                                                        | Germania                                                              | 0 – 1                                                                 | Serbia                                                                | Mondiali 2010 - 1º turno                                              | -                                                                     | cap.                                                                  |
| 23-6-2010                                                             | Nelspruit                                                             | Australia                                                             | 2 – 1                                                                 | Serbia                                                                | Mondiali 2010 - 1º turno                                              | -                                                                     | cap.                                                                  |
| 3-9-2010                                                              | Tórshavn                                                              | Fær Øer                                                               | 0 – 3                                                                 | Serbia                                                                | Qual. Euro 2012                                                       | 1                                                                     | cap. 58’                                                              |
| 7-9-2010                                                              | Belgrado                                                              | Serbia                                                                | 1 – 1                                                                 | Slovenia                                                              | Qual. Euro 2012                                                       | -                                                                     | cap. 14’ 71’                                                          |
| 8-10-2010                                                             | Belgrado                                                              | Serbia                                                                | 1 – 3                                                                 | Estonia                                                               | Qual. Euro 2012                                                       | -                                                                     | cap.                                                                  |
| 12-10-2010                                                            | Genova                                                                | Italia                                                                | 3 – 0 tav                                                             | Serbia                                                                | Qual. Euro 2012                                                       | -                                                                     | cap.                                                                  |
| 25-3-2011                                                             | Belgrado                                                              | Serbia                                                                | 2 – 1                                                                 | Irlanda del Nord                                                      | Qual. Euro 2012                                                       | -                                                                     | cap. 37’                                                              |
| 3-6-2011                                                              | Seul                                                                  | Corea del Sud                                                         | 2 – 1                                                                 | Serbia                                                                | Amichevole                                                            | -                                                                     | cap. 77’                                                              |
| 7-6-2011                                                              | Melbourne                                                             | Australia                                                             | 0 – 0                                                                 | Serbia                                                                | Amichevole                                                            | -                                                                     | cap. 83’                                                              |
| 2-9-2011                                                              | Belfast                                                               | Irlanda del Nord                                                      | 0 – 1                                                                 | Serbia                                                                | Qual. Euro 2012                                                       | -                                                                     | cap.                                                                  |
| 6-9-2011                                                              | Belgrado                                                              | Serbia                                                                | 3 – 1                                                                 | Fær Øer                                                               | Qual. Euro 2012                                                       | -                                                                     | cap. 46’                                                              |
| 7-10-2011                                                             | Belgrado                                                              | Serbia                                                                | 1 – 1                                                                 | Italia                                                                | Qual. Euro 2012                                                       | -                                                                     | cap. 80’ 87’                                                          |
| 11-10-2011                                                            | Maribor                                                               | Slovenia                                                              | 1 – 0                                                                 | Serbia                                                                | Qual. Euro 2012                                                       | -                                                                     | cap.                                                                  |
| 11-10-2013                                                            | Novi Sad                                                              | Serbia                                                                | 2 – 0                                                                 | Giappone                                                              | Amichevole                                                            | -                                                                     | cap. 11’                                                              |
| Totale                                                                |                                                                       | Presenze (3º posto)                                                   | 42                                                                    |                                                                       | Reti                                                                  | 3                                                                     |                                                                       |

### Statistiche da allenatore
Statistiche aggiornate al 27 giugno 2025. In grassetto le competizioni vinte
| Stagione            | Squadra             | Campionato          | Campionato | Campionato | Campionato | Campionato | Coppe nazionali | Coppe nazionali | Coppe nazionali | Coppe nazionali | Coppe nazionali | Coppe continentali | Coppe continentali | Coppe continentali | Coppe continentali | Coppe continentali | Altre coppe | Altre coppe | Altre coppe | Altre coppe | Altre coppe | Totale | Totale | Totale | Totale | % Vittorie | Piazzamento       |
| Stagione            | Squadra             | Comp                | G          | V          | N          | P          | Comp            | G               | V               | N               | P               | Comp               | G                  | V                  | N                  | P                  | Comp        | G           | V           | N           | P           | G      | V      | N      | P      | %          | Piazzamento       |
| ------------------- | ------------------- | ------------------- | ---------- | ---------- | ---------- | ---------- | --------------- | --------------- | --------------- | --------------- | --------------- | ------------------ | ------------------ | ------------------ | ------------------ | ------------------ | ----------- | ----------- | ----------- | ----------- | ----------- | ------ | ------ | ------ | ------ | ---------- | ----------------- |
| dic. 2019-2020      | Stella Rossa        | SL                  | 10         | 7          | 2          | 1          | KS              | 2               | 1               | 0               | 1               | UCL                | -                  | -                  | -                  | -                  | -           | -           | -           | -           | -           | 12     | 8      | 2      | 2      | 66,67      | Sub., 1º          |
| 2020-2021           | Stella Rossa        | SL                  | 38         | 35         | 3          | 0          | KS              | 5               | 4               | 1               | 0               | UCL+UEL            | 3 +9               | 2+4                | 1+4                | 0+1                | -           | -           | -           | -           | -           | 55     | 45     | 9      | 1      | 81,82      | 1º                |
| 2021-2022           | Stella Rossa        | SL                  | 38         | 32         | 4          | 1          | KS              | 5               | 4               | 1               | 0               | UCL+UEL            | 4+10               | 1+6                | 1+2                | 2+2                | -           | -           | -           | -           | -           | 56     | 43     | 8      | 5      | 76,79      | 1º                |
| ago. 2022           | Stella Rossa        | SL                  | 5          | 5          | 0          | 0          | KS              | 0               | 0               | 0               | 0               | UCL                | 4                  | 2                  | 1                  | 1                  | -           | -           | -           | -           | -           | 9      | 7      | 1      | 1      | 77,78      | Dimiss.           |
| Totale Stella Rossa | Totale Stella Rossa | Totale Stella Rossa | 90         | 79         | 9          | 2          |                 | 12              | 9               | 2               | 1               |                    | 30                 | 15                 | 9                  | 6                  |             | -           | -           | -           | -           | 132    | 103    | 20     | 9      | 78,03      |                   |
| ott. 2022-2023      | Sampdoria           | A                   | 30         | 3          | 8          | 19         | CI              | 2               | 0               | 1               | 1               | -                  | -                  | -                  | -                  | -                  | -           | -           | -           | -           | -           | 32     | 3      | 9      | 20     | &9,38      | Sub., 20º (retr.) |
| set. 2023-2024      | Ferencváros         | NBI                 | 28         | 19         | 5          | 4          | MK              | 6               | 5               | 0               | 1               | UCL+UECL           | 0+8                | 0+2                | 0+4                | 0+2                | -           | -           | -           | -           | -           | 42     | 26     | 9      | 7      | 61,90      | Sub., 1°          |
| 2024-2025           | Spartak Mosca       | PL                  | 30         | 17         | 6          | 7          | KR              | 12              | 8               | 0               | 4               | -                  | -                  | -                  | -                  | -                  | -           | -           | -           | -           | -           | 42     | 25     | 6      | 11     | 59,52      | 4°                |
| Totale carriera     | Totale carriera     | Totale carriera     | 178        | 118        | 28         | 32         |                 | 32              | 22              | 3               | 7               |                    | 38                 | 17                 | 13                 | 8                  |             | -           | -           | -           | -           | 248    | 157    | 44     | 47     | 63,31      |                   |

### Record
- Calciatore con più presenze nella storia della Supercoppa italiana insieme a Gianluigi Buffon (9).

## Palmarès

### Giocatore

#### Club

##### Competizioni nazionali
- Campionato jugoslavo: 1

Stella Rossa: 1994-1995
- Coppa di Jugoslavia: 3

Stella Rossa: 1995, 1996, 1997
- Supercoppa italiana: 6

Lazio: 1998, 2000
Inter: 2005, 2006, 2008, 2010
- Campionato italiano: 6

Lazio: 1999-2000
Inter: 2005-2006, 2006-2007, 2007-2008, 2008-2009, 2009-2010
- Coppa Italia: 5

Lazio: 1999-2000
Inter: 2004-2005, 2005-2006, 2009-2010, 2010-2011

##### Competizioni internazionali
- Coppa delle Coppe: 1

Lazio: 1998-1999
- Supercoppa UEFA: 1

Lazio: 1999
- UEFA Champions League: 1

Inter: 2009-2010
- Coppa del mondo per club: 1

Inter: 2010

#### Individuale
- Calciatore serbo dell'anno: 2

2006, 2010
- Squadra dell'Anno ESM: 1

2006-2007
- Inserito nella Hall of Fame dell'Inter nella categoria Centrocampisti

2019

### Allenatore

#### Club

##### Competizioni nazionali
- Campionato serbo: 3

Stella Rossa: 2019-2020, 2020-2021, 2021-2022
- Coppa di Serbia: 2

Stella Rossa: 2020-2021, 2021-2022
- Campionato ungherese: 1

Ferencvaros: 2023-2024